# Tablewo
Tablewo – kolonia w Polsce położona w województwie podlaskim, w powiecie sokólskim, w gminie Suchowola.
W latach 1975–1998 miejscowość administracyjnie należała do województwa białostockiego.
Administracyjnie wsie Piątak i Tablewo tworzą sołectwo Piątak-Tablewo.
Wierni kościoła rzymskokatolickiego należą do parafii Przemienienia Pańskiego w Hołodolinie.